# Блюм Віктор Адольфович
Віктор Адольфович Блюм (4 липня 1923, село Назаркино, тепер Бєжаницького району Псковської області, Російська Федерація — 1 січня 2011, місто Рига, Латвія) — латвійський радянський державний діяч, голова Латвійської республіканської ради профспілок, заступник голови Президії Верховної ради Латвійської РСР. Член ЦК Комуністичної партії Латвії. Депутат Верховної ради Латвійської РСР 3—6-го та 8—11-го скликань. Депутат Верховної ради СРСР 7—8-го скликань.

## Життєпис
З липня 1941 по 1945 рік — у Червоній армії, учасник німецько-радянської війни з 1944 року. Служив у 359-му запасному стрілецькому полку. З травня по червень 1944 року — командир взводу 4-ї окремої штурмової інженерно-саперної бригади. Важко поранений 28 червня 1944 року, лікувався в госпіталях, став інвалідом 3-ї групи, був демобілізований із Радянської армії.
З вересня 1945 року — партійний організатор (парторг) ЦК КП(б) Латвії в Адулієнській волості Мадонського повіту Латвійської РСР.
Член ВКП(б) з 1946 року.
У 1948 році закінчив Республіканську партійну школу при ЦК КП(б) Латвії.
У 1948—1950 роках — завідувач відділу Латвійської республіканської ради професійних спілок.
У 1950—1953 роках — 2-й секретар Скрундського районного комітету КП(б) Латвії; голова виконавчого комітету районної ради депутатів трудящих; завідувач відділу Лієпайського обласного комітету КП Латвії.
У 1953—1959 роках — 1-й секретар Алсунзького районного комітету КП Латвії; 1-й секретар Кулдизького районного комітету КП Латвії. Закінчив Вищу партійну школу при ЦК КПРС.
4 серпня 1959 — 23 травня 1973 року — голова Латвійської республіканської ради професійних спілок.
29 червня 1973 — 6 грудня 1985 року — заступник голови Президії Верховної ради Латвійської РСР.
З грудня 1985 року — на пенсії в місті Рига.
Помер 1 січня 2011 року в Ризі, похований на Лісовому цвинтарі.

## Звання
- лейтенант

## Нагороди
- орден Вітчизняної війни І ст. (6.04.1985)
- три ордени Трудового Червоного Прапора (25.08.1971,)
- орден «Знак Пошани»
- медаль «За відвагу» (6.11.1947)
- медаль «За перемогу над Німеччиною у Великій Вітчизняній війні 1941—1945 рр.» (1945)
- медалі
- Заслужений діяч культури Латвійської РСР